# Полк (округ, Миннесота)
Полк (англ. Polk County) — округ в штате Миннесота, США. Административный центр — Крукстон, крупнейший город — Ист-Гранд-Форкс. По оценочной переписи 2009 года в округе проживают 30 776 человек. Площадь — 5174 км², из которых 5103,1 км² — суша, а 70,9 км² — вода. Плотность населения составляет 6 чел./км².

## История
Округ был основан в 1858 году.